# Commelina quitensis
Commelina quitensis är en himmelsblomsväxtart som beskrevs av George Bentham. Commelina quitensis ingår i släktet himmelsblommor, och familjen himmelsblomsväxter. Inga underarter finns listade.